# うしかい座V星
うしかい座V星（うしかいざVせい）は、うしかい座の脈動変光星。

## 概要
SRA型の半規則型変光星で、258.01日の周期で7.0等と12.0等の間を変光する。うしかい座V星が分類されるSRA型は半規則型変光星の中でも周期性の良い変光をする赤色巨星が分類される型であり、V星自身もスペクトル型がM6eの赤色巨星である。半規則型変光星の中では変光範囲が大きい星であるが、長期的（数十年単位）でみると変光範囲が小さくなっている星である。

## 名称
学名はV Bootis（略称：V Boo）、ボン掃天星表の番号はBD+39°2773、ヘンリー・ドレイパーカタログの番号はHD 51478。